# Haldor Halderson
Haldor (Slim) Halderson (Winnipeg, 6 januari 1900 - Winnipeg, 1 augustus 1965) was een Canadese ijshockeyspeler. Halderson mocht met zijn ploeg de Winnipeg Falcons Canada vertegenwoordigen op de Olympische Zomerspelen 1920. Halderson won tijdens deze spelen de gouden medaille. In 1921 werd Halderson professional. Handerson won in 1925 met zijn ploeg de Victoria Cougars de Stanley Cup.